# Praça das Araras

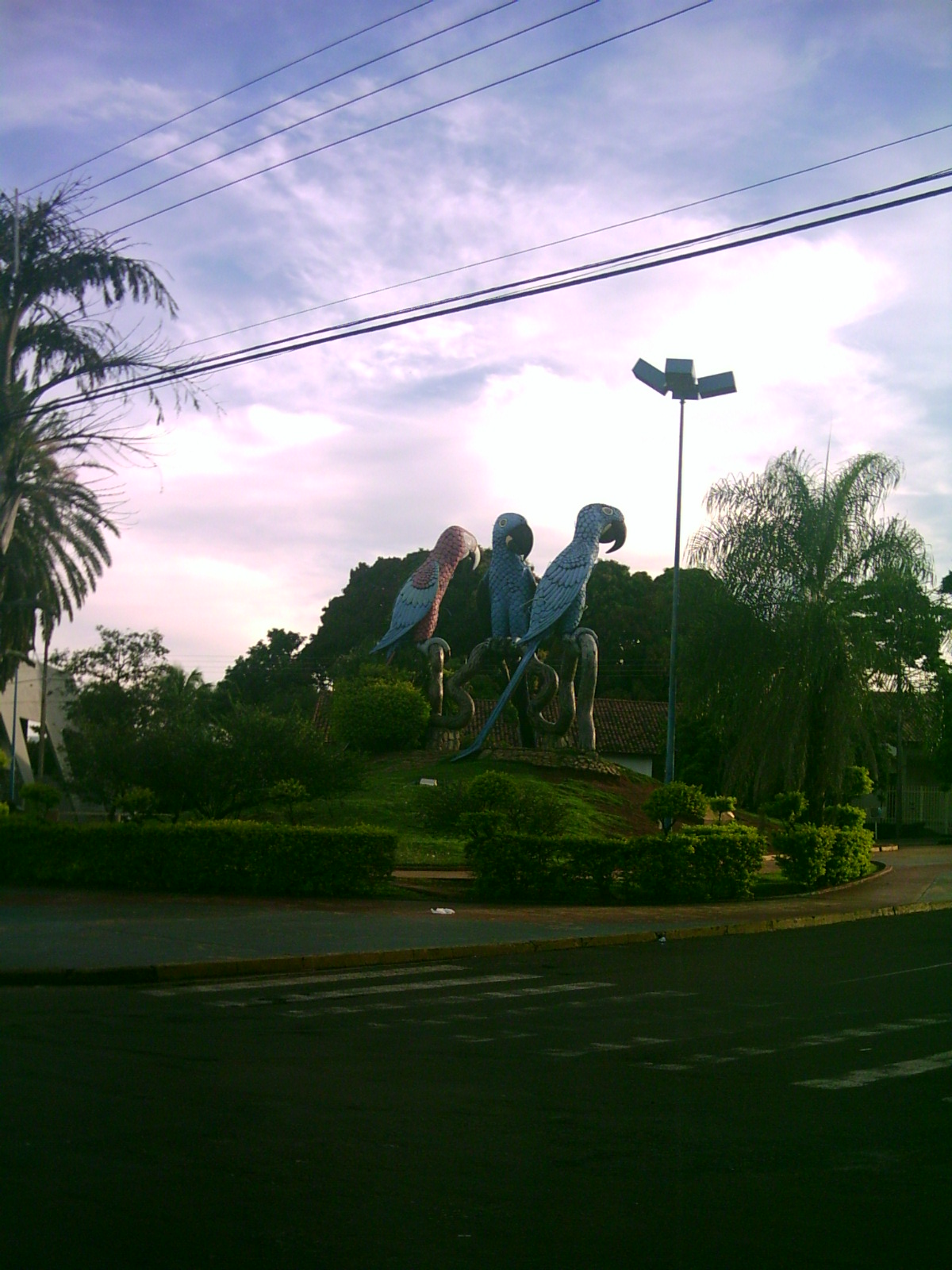
Vista de esculturas de gigantes araras.

A Praça das Araras, também conhecida como Praça União, fica situada no bairro Amambaí, em Campo Grande. Localizada entre as ruas João Rosa Pires e Terrenos, é também conhecida como Praça União. Por causa das polêmicas esculturas das araras, que lhes emprestam o nome, a Praça das Araras é uma das mais procuradas pelos campo-grandenses e visitantes.
Foi inaugurada junto com o Mercado Municipal Antônio Moreira Alves em 1964. Após o término da construção do complexo Cabeça de Boi, em 1996 a praça foi totalmente remodelada ganhando espelho d’água, quadra polivalente, parque infantil e o monumento das araras. O artista plástico Cleir idealizou o monumento, buscando despertar a população para a informação da preservação da arara azul, ave em extinção considerada a maior e mais bela arara do mundo.